# Adido
Adido è un arrondissement del Benin situato nella città di Savè (dipartimento delle Colline) con 9.554 abitanti (dato 2006).